# Alexandre (Éphèse)
Pour les articles homonymes, voir Alexandre.
Alexandre est un chrétien hérétique du Ier siècle qui prêcha à Éphèse. Il s’opposa ouvertement à Paul, ce qui poussa ce dernier à l’excommunier.
Le Nouveau Testament mentionne à trois reprises un opposant de Paul du nom d’Alexandre, sans qu’il soit garanti qu’il s’agisse du même personnage.

## Trois personnes distinctes ou un seul individu mentionné trois fois ?
Le Nouveau Testament fait mention à trois reprises d’un individu nommé Alexandre, ayant côtoyé Paul durant son apostolat (Les Actes de Apôtres, la première et la deuxième épître à Timothée). L’identification des trois Alexandre en un seul individu est possible, même si rien ne peut garantir qu’il s’agisse du même personnage.

### Porte-parole de la communauté juive à Éphèse
« Alors Alexandre fut tiré de la foule, étant aidé par les Juifs qui le poussaient devant eux. Et étendant la main, il demanda audience, pour se justifier devant le peuple. »

— Ac 19:33
Lors de l’émeute des orfèvres suscitée par Démétrius, les membres de cette corporation accusaient Paul et son enseignement de nuire à leur activité en prêchant l’abolition du culte de Diane. Ils s’en prirent physiquement à deux de ses disciples, Gaïus (en) et Aristarque, et les entraînèrent dans le théâtre de la ville. De crainte d’un amalgame avec les Chrétiens, les Juifs décidèrent de proposer l’un des leurs, Alexandre, pour plaider leur cause. Cependant, il fut aussitôt reconnu comme Juif et ne put s’exprimer devant la foule en colère.
Luc ajoute que la plus grande partie de la foule ignorait totalement de quoi il s’agissait, et qu’après deux heures de tumulte, le responsable de la ville parvint à apaiser la foule qui se dispersa.

### Prédicateur hérétique
« Cette conscience, quelques-uns l’ont perdue, et ils ont fait naufrage, par rapport à la foi. De ce nombre sont Hyménée et Alexandre, que j’ai livrés à Satan, afin qu’ils apprennent à ne pas blasphémer. »

— 1 Tm 1:19-20
Dans sa première épître à Timothée, Paul mentionne un Alexandre, ancien disciple qui est devenu hérétique. Il s’agit d’un prédicateur prêchant dans la communauté chrétienne, probablement celle d’Éphèse ou de Troas. Reconnu dangereux à cause de son discours hérétique, Paul jugea nécessaire de l’excommunier.

### Artisan opposé à Paul
« Alexandre, le fondeur, m’a fait beaucoup de mal. Le Seigneur lui rendra, selon ses œuvres. Garde-toi aussi de lui, car il s’est fortement opposé à nos paroles. Dans ma première défense, personne ne m’a assisté, mais tous m’ont abandonné. Que cela ne leur soit pas compté ! »

— 2 Tm 4:14-16
La deuxième épître à Timothée mentionne un artisan du nom d’Alexandre, opposant acharné de Paul. L’apôtre recommande à Timothée de se méfier de lui, car il s’oppose fortement au discours des chrétiens. Cet Alexandre pourrait même être à l’origine de l’arrestation de l’apôtre à Troas.